# Anders Jansson (skulptör)
Karl Anders Jansson, född 13 augusti 1963, är en svensk skulptör.
Anders Jansson utbildade sig på Nyckelviksskolan i Lidingö 1991-92, Konstskolan Idun Lovén i Stockholm 1992-93 och Kungliga Konsthögskolan i Stockholm 1993-98. Han har undervisat i skulptur på Konstfack i Stockholm.

## Offentliga verk i urval
- Porträtt av Tage Erlander, brons, 2002, Sveriges riksdag[2]
- Kärlekspar, brons, 2004, Rodenskolan, Norrtälje[3]
- Strömmingen, aluminium, 2010, Ulvöhamn på Ulvön[1]
- Vargen, brons, 2010, Ulvöhamn på Ulvön[1]
- Skulpturgrupp, 2014, äldreboendet Sunnanäng i Skellefteå[2]
- Minnesmärke över baltiska flyktingar 1944, brons och vätögranit, 2014, Societetsparken i Norrtälje[4]
- Skulptur i Rådmansö kyrka[5]
- Björn, kanin och nalle - lekskulptur, Fyrspannets förskola, Järfälla.[6]
- Som systrar, 2019, Rydebäcksskolan, Rydebäck.[6]
- Svala och bo, 2020, Svartedalsskolan, Göteborg.[6]